# Myrmoborus lophotes
El hormiguero crestado (Myrmoborus lophotes), también denominado hormiguero de líneas blancas (en Perú), es una especie de ave paseriforme de la familia Thamnophilidae, anteriormente perteneciente al género Percnostola. Es nativo del occidente de la región amazónica en América del Sur.

## Distribución y hábitat
Se distribuye en el extremo suroeste de la Amazonia brasileña (oeste y sur de Acre), sureste de Perú (Ucayali, este de Junín, Cuzco, Madre de Dios, Puno) y noroeste de Bolivia (Pando, norte de La Paz).
Esta especie es localmente bastante común en el sotobosque de bordes de selvas húmedas, generalmente en bambuzales Guadua, a veces en Heliconia u otras plantas, hasta los 1300 m s. n. m. en el sureste de Perú.  Es una especie de bordes de ríos en bosques de «várzea» (estacionalmente inundables) y selvas de transición, generalmente caracterizados por la presencia de árboles de Cecropia, Ochroma y Erythrina. Prefiere tierras bajas hasta los 750 m, con registros ocasionales hasta los 1450 m.

## Descripción
Mide 14,5 cm y pesa entre 28 y 31 g. Presenta dimorfismo sexual, ambos sexos tienen las plumas de la corona alargadas, que levantan como una cresta, principalmente cuando están excitados. El macho es color pizarroso oscuro, más negro en la cabeza y pescuezo superior, las plumas cobertoras de las alas son marcadamente bordeadas de blanco. La hembra es color pardo rufo por arriba, de color más brillante y más acanelado en la corona y en las alas; las mejillas son más morenas. La cola es color castaño rufo. Por abajo es principalmente blanca. La crista, generalmente visible, evita confundirla con otras especies semejantes.

## Estado de conservación
El hormiguero crestado ha sido calificado como «casi amenazado» por la Unión Internacional para la Conservación de la Naturaleza (IUCN), debido a que su hábitat se encuentra en decadencia, y se presume que su población, todavía no cuantificada, irá a decaer entre 25 y 30% a lo largo de las próximas tres generaciones.

### Amenazas
La principal amenaza a esta especie es la deforestación acelerada de la cuenca amazónica. Con base en modelos de deforestación de la Amazonia, se presume que esta especie pierda 16-17% de su hábitat conveniente a lo largo de tres generaciones (catorce años). Dada su susceptibilidad a la fragmentación de su hábitat, se presume que la población también decaiga alrededor de 30% a lo largo de las tres generaciones.

### Acciones de conservación
El hormiguero crestado está presente en áreas protegidas como el parque nacional y Reserva de la Biosfera Manu y la Reserva nacional Tambopata-Candamo en Perú, y el parque nacional Madidi en Bolivia.

## Comportamiento
Forrajean en parejas, casi siempre a unos pocos metros del suelo, y usualmente dentro del denso enmarañado del sotobosque, por lo que son difíciles de ver. Frecuentemente bajan la cola para después subirla lentamente y agitarla; también con frecuencia erguen la crista. De forma general no se juntan a bandadas mixtas de alimentación.

### Alimentación
Su dieta consiste de varios tipos de insectos, incluyendo larvas de lepidópteros, y cápsulas de huevos de insectos; probablemente también de arañas.

### Vocalización
El canto es una serie sonora y acelerada «quiu, quiu-quiu-quiu-cu-cu-cu-cucucucu»; la hembra suele responder con una versión más corta. También emiten con frecuencia un sonoro llamado «chiuf», entre otros.

## Sistemática

### Descripción original
La especie M. lophotes fue descrita por los ornitólogos austríacos Carl Eduard Hellmayr y Josef von Seilern-Aspang en 1914 bajo nombre científico «Percnostola lophotes»; la localidad tipo es «Río Sangabán, Puno, Perú».

### Etimología
El nombre genérico masculino «Myrmoborus» deriva del griego «murmos»: hormiga y «borus»: devorar, significando «devorador de hormigas»; y el nombre de la especie «lophotes», proviene del griego «lophōtos»: crestado.

### Taxonomía
Es monotípica. La descripción original casi ciertamente se basó en un macho subadulto, con plumaje semejante al de la hembra. Un macho adulto fue descrito mucho más tarde, en 1966, por Jaques Berlioz, como especie separada Percnostola macrolopha, y solo de forma relativamente reciente se verificó que se trataba de un macho adulto de la presente especie. Por lo tanto, P. macrolopha pasó a ser un sinónimo posterior de la presente.
La presente especie estaba situada en el género Percnostola hasta recientemente, pero estudios recientes confirman claramente que está más relacionada con las especies del género Myrmoborus. En el estudio de Isler et al. 2013, cuyo objetivo era analizar la monofilia del género Myrmeciza, que incorporó al estudio las especies relacionadas de los géneros Percnostola y Myrmoborus, los resultados de los análisis genético-moleculares sorprendieron al demostrar con muy buen soporte que P. lophotes estaba incluida en un subclado compuesto por las especies de Myrmoborus y que era hermana de Myrmoborus melanurus. La filogenia fue confirmada por las características morfológicas y comportamentales. Dejando de lado la crista típica de la presente especie, el plumaje es obviamente parecido al de M. melanurus. El hábitat preferido de M. lophotes, tierras bajas cercanas a márgenes de ríos, con bambuzales, es generalmente similar al de M. melanurus y diferente del hábitat de terra firme, a menudo con suelos arenosos, de las otras especies de Percnostola.
La Propuesta N.º 744 al Comité de Clasificación de Sudamérica (SACC), que propone transferir esta especie para Myrmoborus fue aprobada. El Congreso Ornitológico Internacional ya adoptó el cambio taxonómico.